# 酢酸カーミン溶液
酢酸カーミン溶液（さくさんカーミンようえき）は顕微鏡観察に際し、細胞核や染色体の染色に用いる赤色の染色固定剤。45%酢酸水溶液を煮沸し、そこに塩基性色素であるカーミンを加えて飽和させ、さらに鉄イオンを含む物質を微量加えて作る。生物の細胞にこの溶液を加えると、まず酢酸によって固定が起こり、負に荷電したDNAやRNAのリン酸基に、正に荷電したカーミンが吸着して赤く染まる。鉄イオンは媒染剤としての効果が同様なDNA染色法として酢酸オルセイン染色法があるが、それに比べて生細胞の核が染色されやすいとされる。
アセトカルミン（acetocarmine）溶液とも呼ぶ。
中学校での実験では、染色に酢酸オルセイン溶液や酢酸ダーリア溶液も使用されることがある。